# Ethics in Progress
Ethics in Progress – polskie otwarte naukowe czasopismo filozoficzne poświęcone etyce, ukazujące się w wersji elektronicznej, głównie w języku angielskim.
Pismo poświęcone jest zagadnieniom etycznym, w szczególności badaniom empirycznym problematyki etycznej,  etyce eksperymentalnej, kompetencji moralnej.
Założycielem czasopisma jest prof. zw. dr hab. Ewa Nowak, kierownik Zakładu Etyki Wydziału Filozoficznego Uniwersytetu im. Adama Mickiewicza w Poznaniu.
Etics in Progress ukazuje się od 2010 r. Publikuje przede wszystkim teksty w języku angielskim, również jednak w językach polskim, niemieckim i włoskim. Artykuły naukowe publikowane w czasopiśmie są recenzowane w systemie double-blind i poddawane kontroli antyplagiatowej.
Czasopismo posiada wdrożone standardy wydawnicze COPE (Committee on Publication Ethics), korzysta z cyfrowych identyfikatorów dokumentów elektronicznych (DOI, Digital Object Identifier) i uwzględnia w swojej działalności unikalne identyfikatory naukowców (numery ORCID).
Czasopismo znajdowało się na ministerialnej liście czasopism punktowanych, z punktacją 7 za 2016, 2017, 2018. W latach 2019, 2020 i 2021 czasopismo znajduje się na ministerialnej liście czasopism punktowanych, z punktacją 20.
Czasopismo indeksowane w SCOPUS.
Zespół redakcyjny tworzą: Ewa Nowak, Tomasz Raburski, Georg Lind, Jason Matzke, Roma Kriauciuniene, Roberto Franzini Tibaldeo, Joanna Dutka, Alicja Skrzypczak, Marcin Jan Byczyński, Sara Sgarlata i Noemi Sgarlata.